# لوكارفة (سيدي أحمد الخدير)
لوكارفة هي إحدى مشيخات المملكة المغربية، تتبع جغرافيا لإقليم سطات وإداريًا لسيدي أحمد الخدير. يقدر عدد سكانها بـ 3017 نسمة حسب الإحصاء الرسمي للسكان والسكنى لسنة 2004.